# オレンジデー
オレンジデーとは、日本および韓国でオレンジに関するイベント日である。両国のオレンジデーは日も違う、全く別のイベントである。

## 日本（4月14日）
4月14日のイベント。愛媛県の柑橘類生産農家が1994年に発案したとされている。なお、「みかんの日」は12月3日であり、オレンジデーとは異なる。
発案の由来は、オレンジが「花嫁の喜び」という花言葉を持つことである。また、オレンジは花と実を同時につけることからヨーロッパでは愛と豊穣のシンボルとされ、オレンジの花は花嫁を飾る花として頭につけるコサージュに使われる。これに着目した企業等が、バレンタインデー・ホワイトデーに続き2人の愛を確かなものにし、オレンジやオレンジ色のプレゼントを贈る日としてPRしている。なお、こうしたことから、「第3の愛の記念日」と表現されることもある。

### イベント
2006年にはオレンジデーのプロモーションの一環として東京ディズニーランド、東京ディズニーシーで入園者プレゼントが行われた。
2009年5月にはJA全農えひめが日本記念日協会に登録した。
2012年のオレンジデーには、JA全農えひめが読売ジャイアンツと東京ドームでタイアップ・イベントを行い、東京タワーでも「オレンジまつり」が開かれ、松山市内でもオレンジづくしの結婚披露宴が行われた。名古屋市の三越百貨店栄店では、同じ4月14日のブラックデーと共に、まだ耳慣れない記念日を広めるため関連商品が販売された。また、キリン・トロピカーナも、オレンジデー浸透のためのイベントを渋谷駅前で行った。

## 韓国（11月14日）
韓国におけるオレンジデーは11月14日で、恋人同士でオレンジジュースを飲む日とされていて、恋人と映画を見る「ムービーデー」でもある。